# Campeonato Europeu de Natação em Piscina Curta de 2000
O Campeonato Europeu de Natação em Piscina Curta de 2000 foi a 4ª edição do evento organizado pela Liga Europeia de Natação (LEN). A competição foi realizada entre os dias 14 e 17 de dezembro de 2000 no Palácio-Velódromo Luis Puig, em Valência na Espanha. Contou com 38 provas com destaque para a Suécia que obteve 16 medalhas, sendo 10 de ouro.

## Medalhistas
Esses foram os resultados da competição. 
Masculino
| Evento          | Ouro                                                                             | Ouro     | Prata                                                                                 | Prata    | Bronze                                                                    | Bronze   |
| 50 m Livre      | Stefan Nystrand · Suécia                                                         | 21.52    | Mark Foster · Reino Unido                                                             | 21.60    | Oleksandr Volynets · Ucrânia                                              | 21.70    |
| 100 m Livre     | Stefan Nystrand · Suécia                                                         | 47.56    | Denis Pimankov · Rússia                                                               | 47.69    | Karel Novy · Suíça                                                        | 47.87    |
| 200 m Livre     | Massimiliano Rosolino · Itália                                                   | 1:44.63  | Květoslav Svoboda · Chéquia                                                           | 1:45.27  | Paul Palmer · Reino Unido                                                 | 1:46.24  |
| 400 m Livre     | Massimiliano Rosolino · Itália                                                   | 3:39.59  | Paul Palmer · Reino Unido                                                             | 3:44.80  | Květoslav Svoboda · Chéquia                                               | 3:47.36  |
| 1500 m Livre    | Massimiliano Rosolino · Itália                                                   | 14:36.93 | Frederik Hviid · Espanha                                                              | 14:53.93 | Igor Chervynskyi · Ucrânia                                                | 14:56.36 |
| 50 m Costas     | Ante Mašković · Croácia                                                          | 24.60    | Örn Arnarson · Islândia                                                               | 24.81    | Darius Grigalionis · Lituânia                                             | 24.82    |
| 100 m Costas    | Örn Arnarson · Islândia                                                          | 52.28    | Gordan Kožulj · Croácia                                                               | 52.57    | Przemysław Wilant · Polónia                                               | 53.21    |
| 200 m Costas    | Örn Arnarson · Islândia                                                          | 1:52.90  | Gordan Kožulj · Croácia                                                               | 1:53.50  | Blaž Medvešek · Eslovênia                                                 | 1:54.61  |
| 50 m Peito      | Mark Warnecke · AlemanhaDaniel Málek · ChéquiaDomenico Fioravanti · Itália       | 27.11    | Nenhum                                                                                |          | Nenhum                                                                    |          |
| 100 m Peito     | Domenico Fioravanti · Itália                                                     | 58.89    | Daniel Málek · Chéquia                                                                | 59.67    | Darren Mew · Reino Unido                                                  | 1:00.04  |
| 200 m Peito     | Stéphan Perrot · França                                                          | 2:07.58  | Domenico Fioravanti · Itália                                                          | 2:08.76  | Daniel Málek · Chéquia                                                    | 2:08.86  |
| 50 m Borboleta  | Mark Foster · Reino Unido                                                        | 23.31    | Jere Hård · Finlândia                                                                 | 23.48    | Jorge Luis Ulibarri · Espanha                                             | 23.61    |
| 100 m Borboleta | Thomas Rupprath · Alemanha                                                       | 51.31    | Lars Frölander · Suécia                                                               | 51.76    | Anatoly Polyakov · Rússia                                                 | 52.54    |
| 200 m Borboleta | Thomas Rupprath · Alemanha                                                       | 1:53.28  | Anatoly Polyakov · Rússia                                                             | 1:54.01  | Stephen Parry · Reino Unido                                               | 1:54.37  |
| 100 m Medley    | Peter Mankoč · Eslovênia                                                         | 54.14    | Indrek Sei · Estónia                                                                  | 54.22    | Davide Cassol · Itália                                                    | 55.10    |
| 200 m Medley    | Massimiliano Rosolino · Itália                                                   | 1:56.62  | Christian Keller · Alemanha                                                           | 1:57.68  | Peter Mankoč · Eslovênia                                                  | 1:58.14  |
| 400 m Medley    | Alessio Boggiatto · Itália                                                       | 4:10.61  | Frederik Hviid · Espanha                                                              | 4:12.94  | Michael Halika · Israel                                                   | 4:13.48  |
| 4x50 m Livre    | Suécia · Joakim Dahl · Stefan Nystrand · Lars Frölander · Claes Andersson        | 1:27.52  | Alemanha · Thomas Winkler · Stephan Kunzelmann · Stefan Herbst · Sven Guske           | 1:27.81  | Reino Unido · Anthony Howard · Mark Foster · Stephen Parry · Matthew Kidd | 1:28.18  |
| 4x50 m Medley   | Alemanha · Sebastian Halgasch · Mark Warnecke · Thomas Rupprath · Thomas Winkler | 1:36.23  | Ucrânia · Volodymyr Nikolaychuk · Oleg Lisogor · Andriy Serdinov · Oleksandr Volynets | 1:37.48  | Croácia · Ante Mašković · Vanja Rogulj · Tomislav Karlo · Duje Draganja   | 1:37.71  |

Feminino
| Evento          | Ouro                                                                                   | Ouro    | Prata                                                                        | Prata   | Bronze                                                                      | Bronze  |
| 50 m Livre      | Therese Alshammar · Suécia                                                             | 24.09   | Alison Sheppard · Reino Unido                                                | 24.48   | Anna-Karin Kammerling · Suécia                                              | 24.75   |
| 100 m Livre     | Therese Alshammar · Suécia                                                             | 53.13   | Johanna Sjöberg · Suécia                                                     | 53.82   | Martina Moravcová · Eslováquia                                              | 53.97   |
| 200 m Livre     | Martina Moravcová · Eslováquia                                                         | 1:56.51 | Karen Pickering · Reino Unido                                                | 1:57.22 | Karen Legg · Reino Unido                                                    | 1:57.60 |
| 400 m Livre     | Irina Ufimtseva · Rússia                                                               | 4:06.71 | Jana Pechanová · Chéquia                                                     | 4:09.52 | Rebecca Cooke · Reino Unido                                                 | 4:10.80 |
| 800 m Livre     | Chantal Strasser · Suíça                                                               | 8:27.23 | Rebecca Cooke · Reino Unido                                                  | 8:29.24 | Jana Pechanová · Chéquia                                                    | 8:31.17 |
| 50 m Costas     | Ilona Hlaváčková · Chéquia                                                             | 27.84   | Nina Zhivanevskaya · Espanha                                                 | 28.10   | Daniela Samulski · Alemanha                                                 | 28.12   |
| 100 m Costas    | Ilona Hlaváčková · Chéquia                                                             | 58.82   | Katy Sexton · Reino Unido                                                    | 1:00.04 | Nina Zhivanevskaya · Espanha                                                | 1:00.09 |
| 200 m Costas    | Joanna Fargus · Reino Unido                                                            | 2:08.19 | Nina Zhivanevskaya · Espanha                                                 | 2:09.15 | Anja Čarman · Eslovênia                                                     | 2:10.71 |
| 50 m Peito      | Emma Igelström · Suécia                                                                | 31.26   | Agnieszka Braszkiewicz · Polónia                                             | 31.55   | Anne-Mari Gulbrandsen · Noruega                                             | 31.70   |
| 100 m Peito     | Alicja Pęczak · Polónia                                                                | 1:06.95 | Emma Igelström · Suécia                                                      | 1:07.14 | Anne-Mari Gulbrandsen · Noruega                                             | 1:08.17 |
| 200 m Peito     | Emma Igelström · Suécia                                                                | 2:24.05 | Alicja Pęczak · Polónia                                                      | 2:24.17 | Anne-Mari Gulbrandsen · Noruega                                             | 2:25.5  |
| 50 m Borboleta  | Anna-Karin Kammerling · Suécia                                                         | 25.60   | Karen Egdal · Dinamarca                                                      | 26.72   | Johanna Sjöberg · Suécia                                                    | 26.74   |
| 100 m Borboleta | Martina Moravcová · Eslováquia                                                         | 57.54   | Johanna Sjöberg · Suécia                                                     | 57.86   | Mette Jacobsen · Dinamarca                                                  | 58.91   |
| 200 m Borboleta | Annika Mehlhorn · Alemanha                                                             | 2:05.77 | Mette Jacobsen · Dinamarca                                                   | 2:07.70 | Petra Zahrl · Áustria                                                       | 2:09.29 |
| 100 m Medley    | Martina Moravcová · Eslováquia                                                         | 1:00.58 | Annika Mehlhorn · Alemanha                                                   | 1:01.21 | Sue Rolph · Reino Unido                                                     | 1:01.25 |
| 200 m Medley    | Yana Klochkova · Ucrânia                                                               | 2:10.75 | Oxana Verevka · Rússia                                                       | 2:12.15 | Sue Rolph · Reino Unido                                                     | 2:12.28 |
| 400 m Medley    | Yana Klochkova · Ucrânia                                                               | 4:35.11 | Annika Mehlhorn · Alemanha                                                   | 4:39.02 | Rachael Corner · Reino Unido                                                | 4:40.11 |
| 4x50 m Livre    | Suécia · Annika Lofstedt · Therese Alshammar · Johanna Sjöberg · Anna-Karin Kammerling | 1:38.21 | Reino Unido · Alison Sheppard · Sue Rolph · Karen Pickering · Rosalind Brett | 1:38.39 | Alemanha · Britta Steffen · Petra Dallman · Daniela Samulski · Verena Witte | 1:39.63 |
| 4x50 m Medley   | Suécia · Therese Alshammar · Emma Igelström · Anna-Karin Kammerling · Johanna Sjöberg  | 1:48.31 | Alemanha · Daniela Samulski · Sylvia Gerasch · Marletta Uhle · Petra Dallman | 1:50.96 | Reino Unido · Sarah Price · Heidi Earp · Rosalind Brett · Alison Sheppard   | 1:51.20 |

## Quadro de medalhas
| Ordem | País        | Medalha de ouro | Medalha de prata | Medalha de bronze | Total |
| ----- | ----------- | --------------- | ---------------- | ----------------- | ----- |
| 1     | Suécia      | 10              | 4                | 2                 | 16    |
| 2     | Itália      | 7               | 1                | 1                 | 9     |
| 3     | Alemanha    | 5               | 5                | 2                 | 12    |
| 4     | Chéquia     | 3               | 3                | 3                 | 9     |
| 5     | Eslováquia  | 3               | 0                | 1                 | 4     |
| 6     | Reino Unido | 2               | 7                | 10                | 19    |
| 7     | Ucrânia     | 2               | 1                | 2                 | 5     |
| 8     | Islândia    | 2               | 1                | 0                 | 3     |
| 9     | Rússia      | 1               | 3                | 1                 | 5     |
| 10    | Croácia     | 1               | 2                | 1                 | 4     |
| 10    | Polónia     | 1               | 2                | 1                 | 4     |
| 12    | Eslovênia   | 1               | 0                | 3                 | 4     |
| 13    | Suíça       | 1               | 0                | 1                 | 2     |
| 14    | França      | 1               | 0                | 0                 | 0     |
| 15    | Espanha     | 0               | 4                | 2                 | 6     |
| 16    | Dinamarca   | 0               | 2                | 1                 | 3     |
| 17    | Estónia     | 0               | 1                | 0                 | 1     |
| 17    | Finlândia   | 0               | 1                | 0                 | 1     |
| 19    | Noruega     | 0               | 0                | 3                 | 3     |
| 20    | Áustria     | 0               | 0                | 1                 | 1     |
| 20    | Israel      | 0               | 0                | 1                 | 1     |
| 20    | Lituânia    | 0               | 0                | 1                 | 1     |
| Total | Total       | 40              | 37               | 37                | 114   |

Legenda
| Recorde mundial       | Recorde mundial (World record)               |                       | Recorde africano                      | Recorde africano (African) |                                           | Q | Classificado por posição (Qualified) |
| Recorde do campeonato | Recorde do campeonato (Championship record)  | Recorde da América    | Recorde da América (Americas)         | q                          | Classificado por melhor tempo (Qualified) |   |                                      |
| Melhor marca do ano   | Melhor marca do ano (World leading)          | Recorde asiático      | Recorde asiático (Asian)              | DNS                        | Não largou (Did not start)                |   |                                      |
| Recorde nacional      | Recorde nacional (National record)           | Recorde europeu       | Recorde europeu (European)            | DNF                        | Não terminou (Did not finish)             |   |                                      |
| Recorde pessoal       | Recorde pessoal do atleta (Personal best)    | Recorde da Oceania    | Recorde da Oceania (Oceania)          | DSQ / DQ                   | Desclassificado (Disqualified)            |   |                                      |
| Recorde da temporada  | Recorde da temporada do atleta (Season best) | Recorde sul-americano | Recorde sul-americano (South America) | NM                         | Sem marca (No mark)                       |   |                                      |